# ابوبکر کامارا (بازیکن فوتبال، زاده ۱۹۹۳)
ابوبکر کامارا (انگلیسی: Aboubacar Camara؛ زادهٔ ۱ ژوئن ۱۹۹۳) بازیکن فوتبال اهل گینه است.
وی همچنین در تیم ملی فوتبال گینه بازی کرده است.